# Parque nacional Wadi El Gamal
El parque nacional Wadi El Gamal (en árabe: محمية وادي الجمال وجبل حماطة) es un área protegida con estatus de parque nacional en el país africano de Egipto. Ocupa una superficie de 7.450 kilómetros cuadrados (2,880 millas cuadradas), incluyendo 4,770 kilómetros cuadrados (1,840 millas cuadradas) de tierra y 2,100 kilómetros cuadrados (810 millas cuadradas) de espacios marinos.
La zona costera presenta arrecifes de coral con 450 especies de coral y más de 1200 especies de peces. Aproximadamente el 17% de la vida marina es originaria del mar Rojo. También incluye cinco islas, incluida la isla de Wadi El Gamal. Estas islas son un espacio natural para 13 especies de aves, y las hierbas marinas locales son importantes fuentes de alimento para el dugón en peligro de extinción y la tortuga verde. 
El área interior es hogar de muchos animales, incluyendo la gacela dorcas y el  íbice de Nubia (Capra ibex nubiana) .
El parque es el sitio de arte rupestre prehistórico, así como ruinas ptolemaicas y romanas, y la montaña Mons Smaragdus es el sitio de pequeñas comunidades mineras que datan del antiguo Egipto.
Wadi El Gamal es un parque de Categoría II de la UICN, establecido en 2003. 